# Бейлис, Вольф Менделевич
Вольф Менделевич Бейлис (укр. Вольф Менделевич Бейліс) (24 марта 1923, Васильков, Киевская область, Украинская ССР — 15 февраля 2001, Луганск, Луганская область, Украина) — советский и украинский историк, доктор исторических наук, профессор.

## Биография
Родился в еврейской семье в городе Василькове Киевской области, в котором жил до семи лет (потом в 1930 г. переезд в Киев). Отец работал бухгалтером, а мать фельдшером. После окончания Киевской средней школы № 19 в 1940 г., он поступил на исторический факультет Киевского государственного университета имени Тараса Шевченко. Великая Отечественная война прервала учёбу, он участвовал в войне и закончил её в Болгарии в 1945 г. Вначале воевал солдатом, а после окончания в 1942 г. военного училища стал офицером-артиллеристом.
В 1946 г. продолжил обучение в Киевском университете. Под руководством Т. Г. Кезма занимался арабистикой. Закончил обучение в 1950 г., после которого начал работать учителем в средней школе № 1 г. Чернобыль. Впоследствии в той же школе он стал директором, пребывая в этой должности до 1964 г. Во время работы в школе, поступил в аспирантуру в секторе феодализма при Институте истории АН СССР. В 1963 г. защитил под руководством Б. Н. Заходера кандидатскую диссертацию по теме «Произведения ал-Масуди как источник из истории Восточной Европы X ст.», 17 июля 1963 г. ему была присуждена учёная степень кандидата исторических наук.
1 сентября 1964 г. его избрали на должность старшего преподавателя кафедры всеобщей истории Сумского государственного педагогического института им. А.С.Макаренко. С того же времени он стал работником Луганского педагогического университета и до самого конца своей жизни там работал. В 1975 г. защитил докторскую диссертацию по теме «Произведения Масуда ибн Намдара, как источник из истории Аррана и Ширвана начала XII века и памятник средневековой арабской литературы», 26 июля 1975 г. ему присуждена научная степень доктора исторических наук. С 1970 г. являлся доцентом, а с 1978 г. профессором. В 2011 г. на том доме в г. Луганске, где когда-то он проживал, установлена мемориальная доска.

## Основные научные работы
- Бейлис В. М. Ал-Идриси (XII в.) о восточном Причерноморье и юго-восточной окраине русских земель // Древнейшие государства на территории СССР. 1982 г. — М.: Наука, 1984. — С. 208—228.
- Бейлис В. М. Ал-Идриси о портах черноморского побережья и связях между ними // Торговля и мореплавание в бассейне Чёрного моря в древности и средние века. — Ростов-на-Дону: Ростовский-на-Дону педагогический институт, 1988. — С. 67—76.
- Бейлис В. М. Ал-Мас’уди о русско-византийских отношениях в 50-х годах X в. // Международные связи России до XVII в. — М.: Академия наук СССР, 1961. — С. 21—31.
- Бейлис В. М. Арабские авторы IX — первой половины X в. о государственности и племенном строе народов Европы // Древнейшие государства на территории СССР. 1985 г. — М.: Наука, 1986. — С. 140—149.
- Бейлис В. М. Из истории везирата в период кризиса сельджукского государства. Везир Му’аййид ал-Мулк // Средневековый Восток. История, культура, источниковедение. — М., 1980.
- Бейлис В. М. Из истории Дагестана VI—XI вв. (Сарир) // Исторические записки. — 1963. — Т. 73. — С. 249—266.
- Бейлис В. М. Из наблюдений над текстом Mac’уда ибн Намдара, II. Стихи и афоризмы Мас’уда ибн Намдара // Письменные памятники Востока: Историко-филологические исследования. Ежегодник 1970. — М.: Наука, 1974. — С. 5—44.
- Бейлис В. М. Из наблюдений над текстом и терминологией сборника рассказов, стихов и писем Мас’уда ибн Намдара (ок. 1111 г.) // Письменные памятники Востока: Историко-филологические исследования. Ежегодник 1968. — М.: Наука, 1970. — С. 17—31.
- Бейлис В. М. К анализу источников для биографии Абу Исмаила ал-Хусайна ат-Тугра’н // Восточное историческое источниковедение и специальные исторические дисциплины. — М., 1994.
- Бейлис В. М. К вопросу о конъектурах и о попытках отождествления этнонимов и топонимов в текстах арабских авторов IX—XIII вв. о Восточной Европе // Восточное историческое источниковедение и специальные исторические дисциплины. — М.: Наука, 1989. — Вып. 1. — С. 52—66.
- Бейлис В. М. К оценке сведений арабских авторов о религии древних славян и русов // Восточные источники по истории народов Юго-Восточной и Центральной Европы. — М.: Наука, 1974. — Т. III. — С. 72—89.
- Бейлис В. М. Народы Восточной Европы в кратком описании Мутаххара ал-Макдиси (X в.) // Восточные источники по истории народов Юго-Восточной и Центральной Европы. — М.: Наука, 1969. — Т. II. — С. 304—311.
- Бейлис В. М. Политические мотивы в творчестве арабского поэта ал-Газзи (441/1049—50—524/1129—30) // Письменные памятники Востока: Историко-филологические исследования. Ежегодник 1976—1977. — М.: Наука, 1984. — С. 27—53.
- Бейлис В. М. Представление о цивилизациях древности в системе исторических знаний ал-Йакуби и ал-Масуди // Ислам и проблемы цивилизационных взаимодействий. — М., 1994. — С. 33—54.
- Бейлис В. М. Сведения о Чёрном море в сочинениях арабских географов IX—X вв. // Ближний и Средний Восток. — М.: Наука, 1962. — С. 21—28.
- Бейлис В. М. Сообщение Халифы ибн Хаййата ал-‘Усфури об арабо-хазарских войнах в VII — первой половине VIII в. // Древнейшие государства Восточной Европы. 1998 г. — М.: Восточная литература, 2000. — С. 32—53.
- Бейліс В. М. «Слов’янська ріка» (Нагр ас-сакаліба) — північна межа проникнення арабів до Східної Європи під час арабо-хозарських війн VII — першої половини VII ст. та шлях купців-русів у IX ст. // III Сходознавчі читання А. Кримського. — К., 1999. — С. 12—14.
- Бейліс В. М. Країна ал-Куманія у «Географічному творі» ал-Ідрісі та половецька земля Іпатіївського літопису // Mappa Mundi: Збірник наукових праць на пошану Ярослава Дашкевича з нагоди його 70-річчя Архивная копия от 21 августа 2014 на Wayback Machine. — Львів; К.; Нью-Йорк, 1996. — С. 84—104.
- Бейліс В. М. Про назву Києва в арабських географів Х ст. та спроби її тлумачення в історичній літературі // Український історичний журнал. — 1960. — № 1. — С. 109—117.